# Brenda Walsh

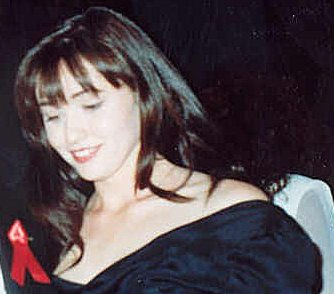
Shannen Doherty (1991)

Brenda Walsh (ur. w listopadzie 1975 w Minnesocie) – postać fikcyjna, jedna z głównych bohaterek serialu Beverly Hills, 90210. W rolę Brendy wcieliła się Shannen Doherty.
Brenda przeprowadziła się do Beverly Hills z rodzicami i bratem bliźniakiem Brandonem (Jason Priestley). W nowej szkole Brenda zaczęła nawiązywać przyjaźnie, m.in. z: Kelly Taylor (Jennie Garth), Donną Martin (Tori Spelling), Davidem Silverem (Brian Austin Green), Steve'em Sandersem (Ian Ziering) i Andreą Zuckerman (Gabrielle Carteris). Także w życiu uczuciowym bohaterki zaczęły następować duże zmiany; zauroczenia, rozczarowania, burzliwe związki. Pierwszą miłością Brendy stał się nowy przyjaciel Brandona – Dylan McKay (Luke Perry). Z czasem zarówno przyjaźnie, jak i związki zaczęły napotykać przeszkody. Po kilku nieudanych związkach, a nawet zerwanych zaręczynach, bohaterka uświadomiła sobie, że Dylan był jej życiową miłością. Chcąc rozpocząć nowe życie, postanawia wyjechać do Londynu, by tam uczęszczać do szkoły aktorskiej. Po wyjeździe Brenda zniknęła z serialu.
Postać powróciła w 2008 w spin-offie serialu 90210.
W nowym serialu Brenda wróciła do Beverly Hills, by tam zagrać w sztuce. Odnowiła przyjaźń z Kelly, jednak okazało się, że przeszłość lubi powracać i przypominać o dawnych problemach i urazach. Nawiązując romans z nową miłością Kelly – nauczycielem Ryanem (Ryan Eggold), wystawiła przyjaźń na próbę. Zaangażowała się w pomoc uczniom szkoły średniej, zwłaszcza narkomance Adriannie (Jessica Lowndes) marzącej o karierze aktorki.